# Сандра Перкович
Сандра Перкович (родена на 21 юни 1990) е хърватска дискохвъргачка, европейска и олимпийска шампионка и политик. Избрана е за Спортист на Балканите на през 2016 година.
Перкович приключва успешно младежката си кариера със златен медал на Евро-2009 с нов национален рекорд. Един месец по-късно, тя достига на финал на световното първенство като най-млада състезателка в дисцпилината.
През първата година сред най-големите тя печели злато на европейското първенство през 2010 и става най-младият шампион в женското хвърляне на диск. Шестмесечно наказание за употреба на забранени субстанции и психостимуланти я държат извън конкуренцията за най-сезон 2011 г., включително и на световното първенство, но тя се връща в още по-силна форма през 2012 г. и успешно защитава титлата си на първенството на Европа.
Сандра Перкович е тренирана от Едис Елкашевич. Нейният личен и национален рекорд от 71.08 метра, е поставен през август 2014 г. на Първенството по лека атлетика в Letzigrund, Швейцария.
Тя е член на хърватския парламент след парламентарните избори през 2015 г.